# Rajons de Liepāja
Le rajons de Liepāja se situait dans l'ouest de la Lettonie dans la région du Courlande (Kurzeme en Letton). Les rajons ont été supprimés par la réforme administrative de 2009.

## Population
Au recensement de l'an 2000, le district avait 46 817 habitants, dont :
- Lettons : 40 834 personnes, soit 87,22 %.
- Lituaniens :  2 866 personnes, soit  6,12 %.
- Russes :  1 652 personnes, soit  3,53 %.
- Ukrainiens :    576 personnes, soit  1,23 %.
- Biélorusses :    406 personnes, soit  0,87 %.
- Polonais :    197 personnes, soit  0,42 %.
- Autres :    286 personnes, soit  0,61 %.

Le district de Liepaja est, avec celui de Saldus, l'un des seuls dont la seconde ethnie n'est pas russe, mais lituanienne.
Le terme Autres inclut notamment des ressortissants issus de l'ex-URSS (Estoniens, Moldaves...), ainsi que des Roms.